# Diadectes
Diadectes es un género de grandes tetrápodos semejantes a reptiles (Reptiliomorpha) que vivieron durante el Pérmico Inferior. 
Es uno de los primeros tetrápodos herbívoros, y también uno de los primeros animales completamente terrestres en alcanzar gran tamaño. No es todavía un reptil, pero está estrechamente emparentado con ellos.

## Descripción

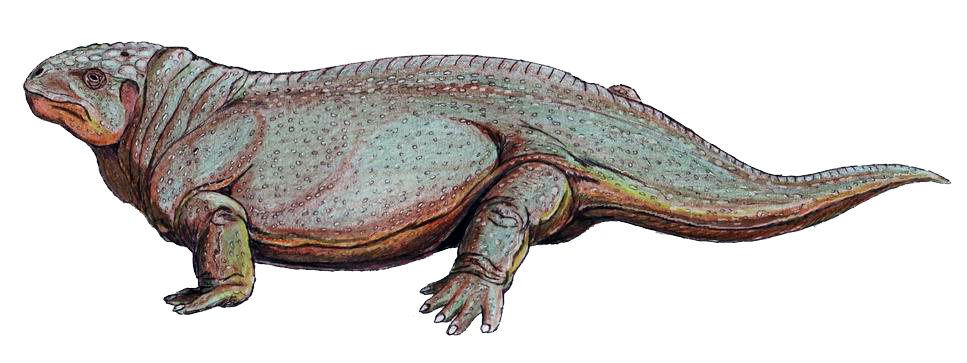
Ilustración de un Diadectes.

Diadectes midió entre 1,5 y 3 m de longitud, con un cráneo óseo grueso, pesadas vértebras y costillas, masivas cinturas y patas cortas y robustas

## Filogenia
Según Tree of Life, los diadectomorfos son el grupo hermano de los verdaderos reptiles y de todos los amniotas, como puede comprobarse en el siguiente cladograma:
|  | Solenodonsaurus †                                                                        |
|  |                                                                                          |
|  | \| \| Diadectomorpha † \| \| \| \| \| \| Amniota (reptiles, aves, mamíferos) \| \| \| \| |
|  |                                                                                          |
|  | Diadectomorpha †                                                                         |
|  |                                                                                          |
|  | Amniota (reptiles, aves, mamíferos)                                                      |
|  |                                                                                          |

|  | Diadectomorpha †                    |
|  |                                     |
|  | Amniota (reptiles, aves, mamíferos) |
|  |                                     |

|  | Solenodonsaurus †                                                                        |
|  |                                                                                          |
|  | \| \| Diadectomorpha † \| \| \| \| \| \| Amniota (reptiles, aves, mamíferos) \| \| \| \| |
|  |                                                                                          |
|  | Diadectomorpha †                                                                         |
|  |                                                                                          |
|  | Amniota (reptiles, aves, mamíferos)                                                      |
|  |                                                                                          |

|  | Diadectomorpha †                    |
|  |                                     |
|  | Amniota (reptiles, aves, mamíferos) |
|  |                                     |